# Лівезіле (комуна, Алба)
Лівезіле (рум. Livezile) — комуна у повіті Алба в Румунії. До складу комуни входять такі села (дані про населення за 2002 рік):
- Ізвоареле (194 особи)
- Велішоара (197 осіб)
- Лівезіле (726 осіб) — адміністративний центр комуни
- Пояна-Аюдулуй (409 осіб)

Комуна розташована на відстані 285 км на північний захід від Бухареста, 30 км на північ від Алба-Юлії, 47 км на південь від Клуж-Напоки.

## Населення
За даними перепису населення 2002 року у комуні проживали 1526 осіб.
Національний склад населення комуни:
| Національність | Кількість осіб | Відсоток |
| -------------- | -------------- | -------- |
| румуни         | 1506           | 98,7%    |
| цигани         | 14             | 0,9%     |
| угорці         | 6              | 0,4%     |

Рідною мовою назвали:
| Мова      | Кількість осіб | Відсоток |
| --------- | -------------- | -------- |
| румунська | 1511           | 99,0%    |
| циганська | 8              | 0,5%     |
| угорська  | 6              | 0,4%     |
| словацька | 1              | 0,1%     |

Склад населення комуни за віросповіданням:
| Релігія            | Кількість осіб | Відсоток |
| ------------------ | -------------- | -------- |
| православні        | 1464           | 95,9%    |
| греко-католики     | 42             | 2,8%     |
| римо-католики      | 3              | 0,2%     |
| унітарії           | 3              | 0,2%     |
| реформати          | 1              | 0,1%     |
| баптисти           | 1              | 0,1%     |
| мусульмани         | 1              | 0,1%     |
| не релігійні       | 1              | 0,1%     |
| атеїсти            | 1              | 0,1%     |
| не вказали релігію | 1              | 0,1%     |

## Зовнішні посилання
- Дані про комуну Лівезіле на сайті Ghidul Primăriilor [Архівовано 16 січня 2013 у Wayback Machine.]